# André Cheptytsky

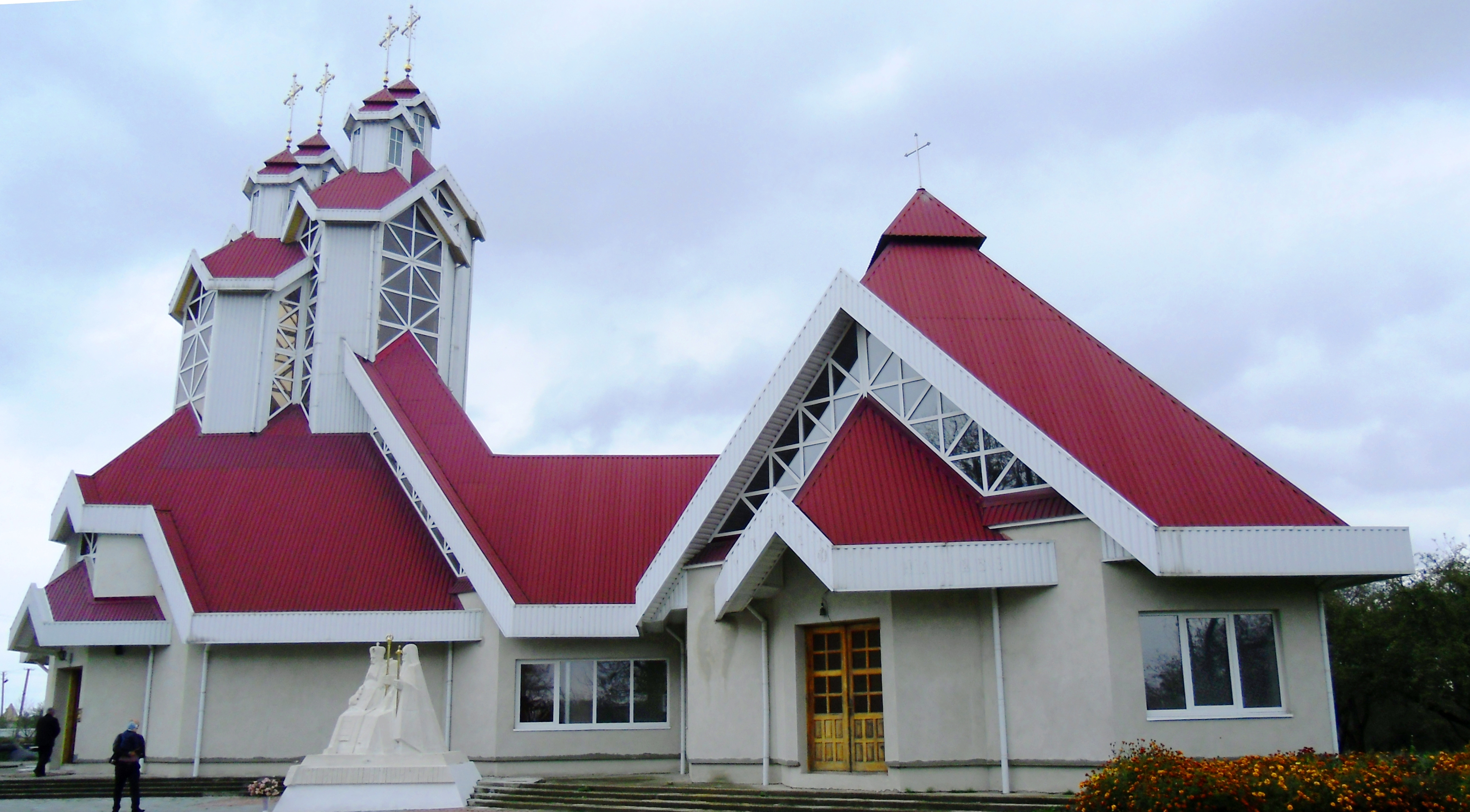
L'église catholique grecque et le musée André Cheptytsky dans le village de Prylbytchi.

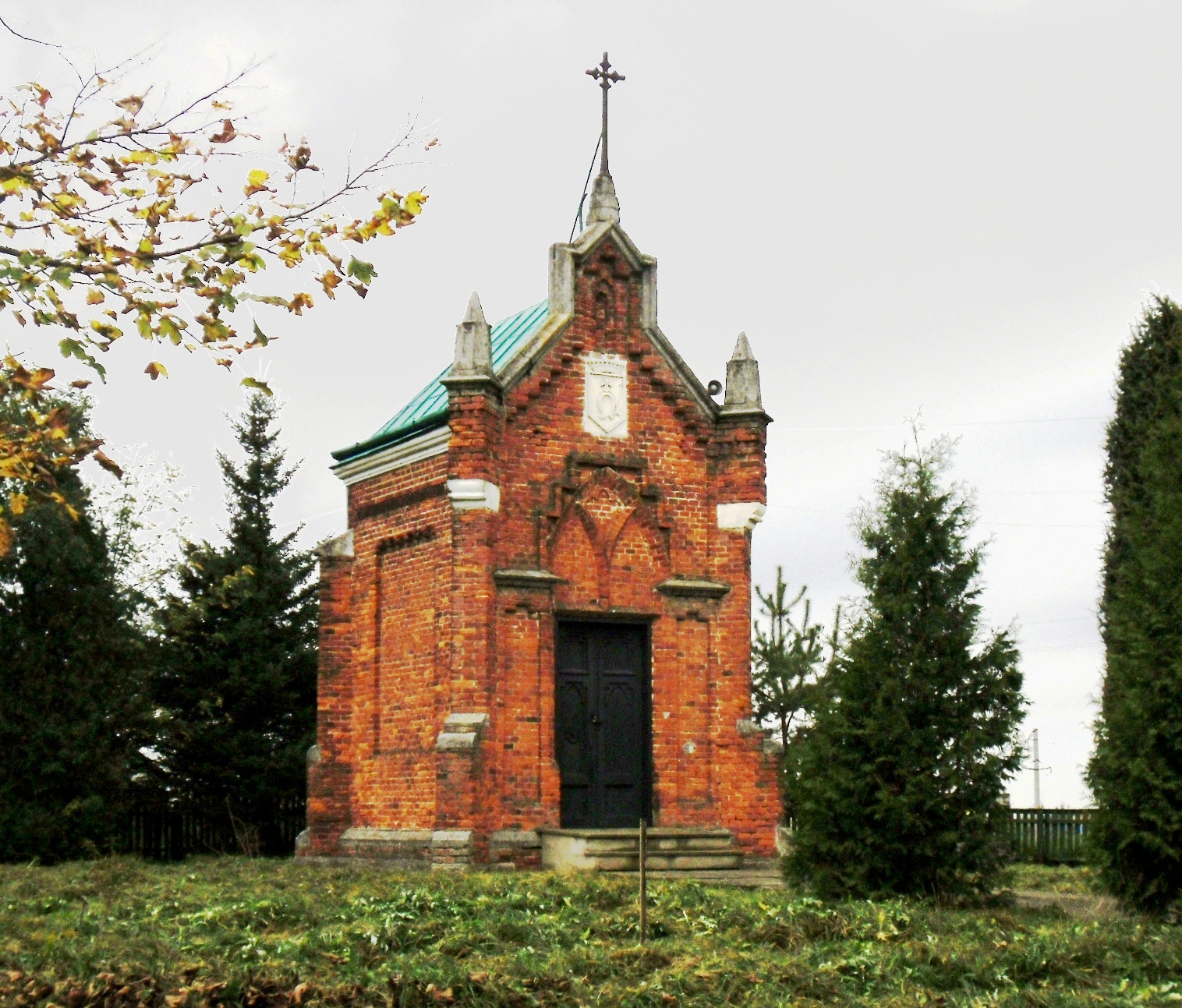
La tombe de la famille Cheptytsky dans le village de Prylbytchi.

André Cheptytsky, en ukrainien : Андрій Шептицький, né Роман Марія Александер Шептицький, en polonais : Roman Maria Aleksander Szeptycki, le 29 juillet 1865 à Prylbytchi et mort le 1er novembre 1944 à Lviv, est un métropolite de l'Église grecque-catholique ukrainienne, fondateur des studites et reconnu vénérable par l'Église catholique.

## Biographie

### Premières années
Il est né à Prylbychi, un village situé à 40 km à l'ouest de Lviv en Ukraine occidentale (Galicie) qui faisait alors partie de l'empire d'Autriche. Sa famille était d'une lignée aristocratique ruthène, qui au XIXe siècle s'était polonisée et était devenue catholique et francophone. Parmi ses ancêtres, il y avait de nombreuses personnalités ecclésiastiques importantes, dont deux métropolites de Kiev, Atanasy et Lev. Son grand-père maternel était l'écrivain polonais Aleksander Fredro. Un de ses frères est le bienheureux Clément Cheptytsky, moine studite, tandis qu'un autre Stanislaw Szeptycki est devenu général dans l'armée polonaise.
Il étudie le droit à Cracovie et Wroclaw, et obtient son doctorat en 1888. Pendant ses études, il visite l'Italie où il est reçu en audience par le pape Léon XIII ; Kiev, alors sous domination russe, où il rencontre quelques-unes des personnalités ukrainiennes les plus en vue de l'époque, et Moscou.

### La vie religieuse
Malgré l'opposition de son père, il entre au monastère basilien (grec-catholique) de Dobromyl, retournant par là à ses racines ruthènes. Il y prend le nom d'André, le fondateur de l'Église de Constantinople. Étudiant au séminaire des Jésuites de Cracovie, il reçoit le diplôme de docteur en théologie en 1894.
En 1892, il est ordonné prêtre à Przemyśl puis nommé recteur du monastère Saint-Onuphre à Lviv en 1896.
En 1899, il est nommé évêque gréco-catholique de Stanyslaviv (aujourd'hui Ivano-Frankivsk) et consacré évêque à Lviv le 17 septembre 1899 par le métropolite Julian Sas-Kuilovsky. Un an plus tard, le 12 décembre 1900, et à la suite de la mort du métropolite, Cheptytsky est nommé, à l'âge de trente-six ans, archevêque métropolite de Lviv et intronisé le 17 janvier 1901. 

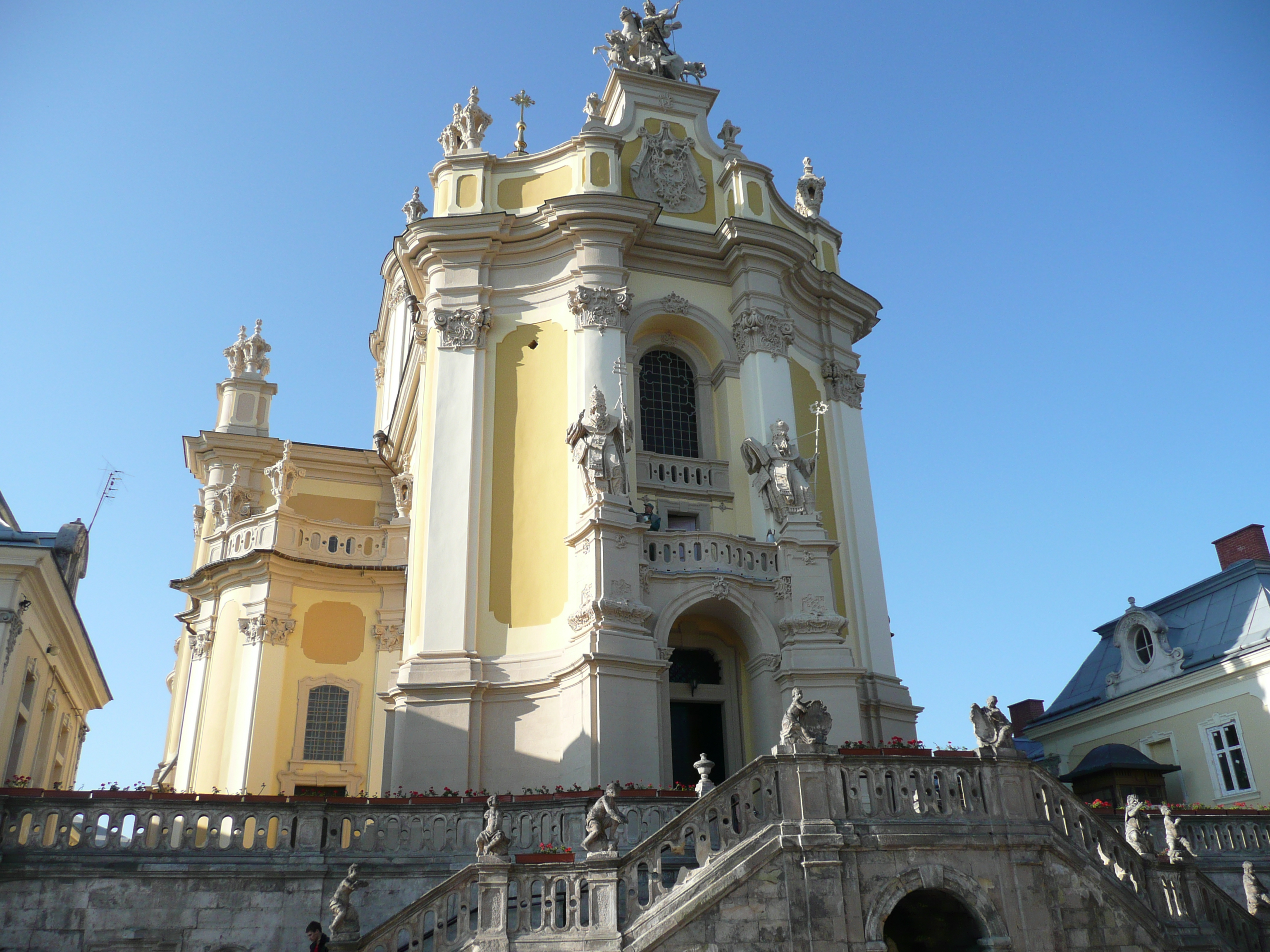
Cathédrale Saint-Georges de Lviv.

En 1910, il se rend en Amérique du Nord pour visiter les communautés d'immigrants ukrainiens des États-Unis et du Canada.
Après le déclenchement de la Première Guerre mondiale et l'occupation de Lviv par les Russes, le métropolite est arrêté, emprisonné à Kiev puis exilé à Novgorod en Russie. Après la chute du régime tsariste, il est libéré en mars 1917 et retourne à Lviv.
Après la proclamation de l'indépendance de l'Ukraine, le métropolite établit des contacts étroits avec le gouvernement ukrainien. Pendant la guerre avec la Pologne, le métropolite est interné par les autorités polonaises. Libéré, il repart visiter les communautés ukrainiennes d'Amérique du Nord et du Sud, son message principal étant l'indépendance politique, culturelle et religieuse de l'Ukraine. 
À son retour, il poursuit ses efforts inlassables dans la défense de la cause de la Galicie, il s'oppose à la politique de conversion forcée des fidèles orthodoxes menée par la République polonaise. Il obtient du pape Pie XI l'envoi d'un message aux autorités polonaises demandant de cesser la persécution.
Quant à la suite du Pacte germano-soviétique, les troupes soviétiques occupent, en septembre 1939, l'ouest de l'Ukraine, une répression massive est lancée contre la religion ; la plupart des églises et des monastères sont fermés ou démolis. Le métropolite, en dépit de son âge avancé, poursuit sa défense des droits de l'Église et des fidèles. Pendant cette période, il consacre secrètement Josyf Slipyj, appelé à lui succéder.
Pendant l'occupation allemande, il fait accueillir des centaines de juifs dans sa résidence et dans les monastères gréco-catholiques. En 1942, il écrit et diffuse la lettre pastorale « Tu ne tueras pas » dans laquelle il condamne sans appel la politique nazie en Ukraine, en particulier à l'encontre des Juifs. Mais très paradoxalement, en 1943, il célèbre la création de la division SS Galicie, en donnant sa bénédiction aux troupes, ce qui fera qu'Israël ne le reconnaitra pas comme un juste, et ce jusqu'à aujourd'hui.
Il meurt en 1944 et est enterré dans la cathédrale Saint-Georges à Lviv.
Cheptytsky est également un mécène et un pionnier de l'œcuménisme. Le Musée national de Lviv, fondé par lui en 1905, porte aujourd'hui son nom.

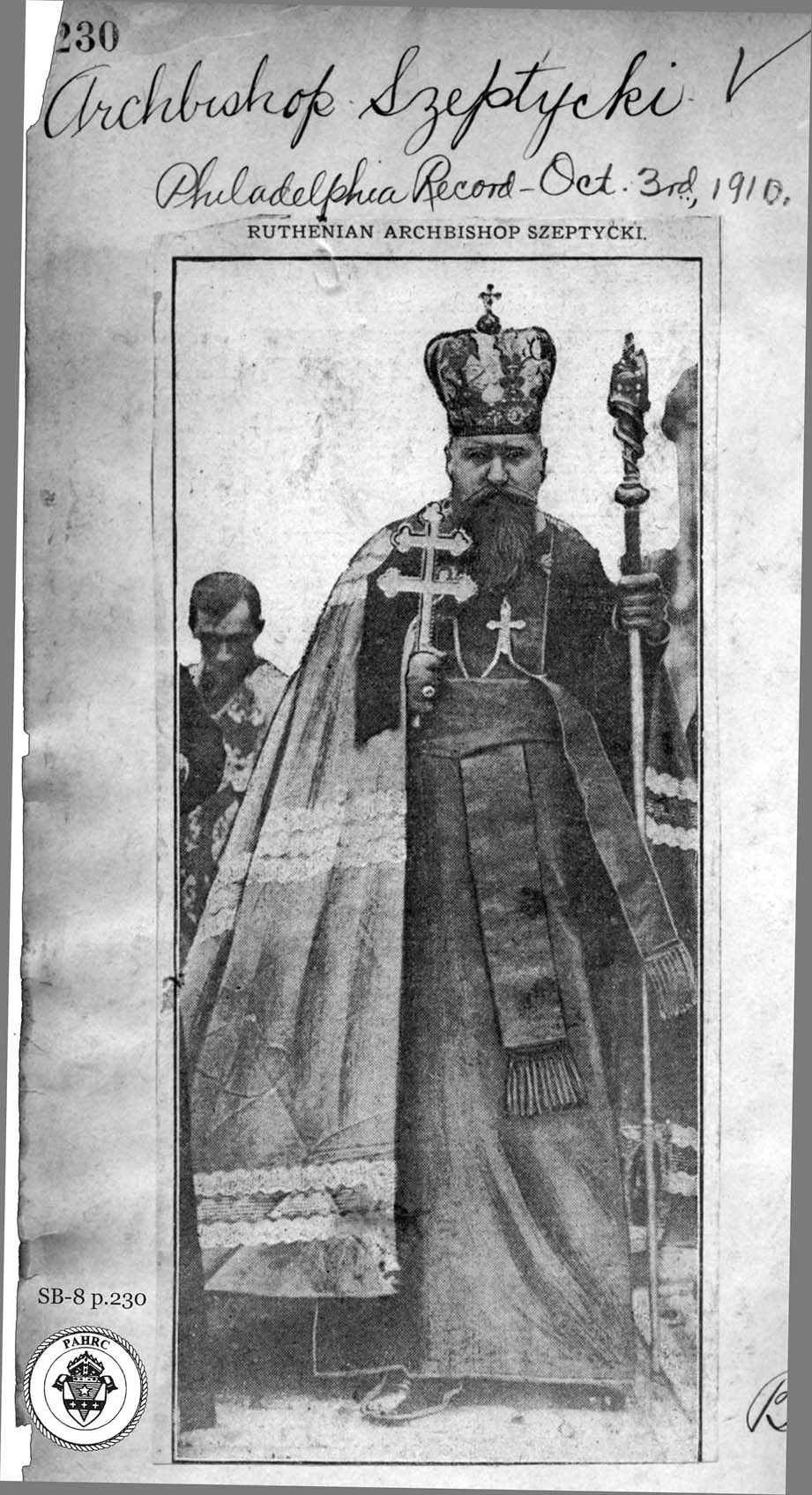
André Cheptytsky à Philadelphie en octobre 1910.

## Béatification et canonisation
- La cause pour la béatification et la canonisation ouverte en 1958.
- Reconnaissance des vertus héroïques par le pape François le 16 juillet 2015, au titre duquel Cheptytsky est considéré comme vénérable.

## Divers
- Il est le saint-patron de Lisovi Chorty
- Son village natal abrite une église et un musée qui lui sont dédiés.